# Peter Ronald Messent
Peter Ronald Messent (1949) è uno zoologo e saggista inglese.
Studioso del comportamento animale presso vari centri di zoologia, e ha analizzato la loro funzione di social lubrificant. Tra le sue opere si ricorda Understand your dog (Macdonald and Jane's), in cui studia il sistema della comunicazione tra i cani, la loro socialità, in particolare rispetto agli esseri umani; in essa Konrad Lorenz, introducendo il libro, evidenzia la profondità di Messent come scienziato. Particolare è la sua analisi delle "posture" canine, che indicano l'atteggiamento psicologico dell'animale.